# Lucho Bender
Emilio "Lucho" (per "Emilucho", com se'l coneixia en la seva infància) Bender (Rosario, 14 d'octubre de 1956, -Barcelona, 6 de juliol de 2004) va ser un publicitari i director de cinema argentí.

## Biografia
Va néixer a la ciutat de Rosario. En 1976, amb 19 anys, Bender es va mudar a Buenos Aires amb la idea d'estudiar cinema.
En començar la última dictadura cívico-militar argentina (1976-1983) el 24 de març de 1976, en aquest mateix any se'n va anar a viure uns anys a Los Angeles, on va treballar de mosso. Després va emprendre un viatge per Centreamèrica i Sud-amèrica en òmnibus i tren. En 1982 va tornar a l'Argentina amb plans de tornar a anar-se'n, però va esclatar la guerra de les Malvines i es va quedar. En 1983, amb el retorn de la democràcia (la «primavera alfonsinista») va realitzar curts i documentals i es va ficar en la publicitat.
Va guanyar tres premis de cinema publicitari a Canes, tres vegades el Clío de Plata, un or al Festival Internacional de Publicitat de Londres i un altre a Nova York, 17 Llapis de Platí i tres premis Martín Fierro.
En els anys noranta va crear Bendercine, una productora que va revolucionar la manera de fer cinema publicitari a l'Argentina.
Es va graduar amb diploma d'or a Buenos Aires.
Durant la major part de la seva vida es va dedicar al seu treball com a publicitari:
- Submarino, pel Círculo de Creativos[5]
- Elsa (Elsa Bor de Lencuentro) per cerveza Quilmes.
- Hermanos ―un noi amb síndrome de Down ajuda al seu germà―, per galetes Oreo.[5]
- Walter, l'anunci per a l'empresa de telefonia Telefónica, el protagonista de la qual (representat per l'actor Daniel Hendler) quedava «congelat» a mitjan anys vuitanta i reapareixia una dècada després.[5]
- Promesas ―one Marcelo Mazzarello i José Luis Oliver es barallaven en una estació de servei―, per YPF.[3]
- Llamada per Telecom.[3]

| «                                  | Per a mi van ser com peliculitas d'un minut i mig. Jo mai filmo el producte, perquè no sé fer-ho, i em remeto a contar una història moltes vegades a través d'un pla-seqüència, a elaborar un humor àcid i a treballar molt amb els actors. | » |
| — Lucho Bender en setembre de 2000 | |   |

Va ser premiat com a «nou talent» en el Festival de Cinema de Canes de 1997, amb més de 250 curts realitzats al nostre país i en l'exterior.
Va guanyar nombrosos premis.

## Projecte de pel·lícula
En 1991 va armar la seva productora Bendercine: estava cansat de fer pel·lícules de 30 segons i va començar a buscar guions. Va posar avisos buscant idees i va llegir almenys setanta històries. Res ho va convèncer.
A fins dels anys noranta, Bender havia intentat fer una pel·lícula amb M4 Film ―una societat de Cuatro Cabezas amb Metrovisión― anomenada La fuga de Beresford. La història començava després del suïcidi d'un director, qui roman penjat 14 hores en un bosc, ja que els perits han de constatar els detalls d'una mort dubtosa. Era «una tragicomèdia, d'humor càustic, a vegades negre», segons Bender. Per llavors aspirava aconseguir actors com Anthony Hopkins, Robert Duvall o Gene Hackman. Però el projecte no va funcionar.

## «Felicidades»
Llavors Cedrón li va contar una història que li havia passat un amic, una requisa que va esdevenir en saqueig d'un departament, orquestrat per la policia i un veí. Temps després, Cedrón, Bender i Pedro Loeb van començar a treballar a Felicidades, tres històries creuades en un 24 de desembre amb Gastón Pauls, Alfredo Casero, Cacho Castanya i l'espanyola Silke. “Felicidades em permet netejar-me de les misèries que vaig haver d'escoltar”.
L'any 2000 va dirigir el seu primer i únic llargmetratge, Felicidades (Merry Christmas), el guió de la qual va coescriure amb l'actor i guionista marplatenc Pablo Cedrón (1958-2017).
Fou protagonitzada per Luis Machín, Gastón Pauls i Alfredo Casero.
Hi va aportar el 70 per cent del capital, els estalvis de 15 anys de treball.
Felicidades va ser molt elogiat per la crítica i seleccionat pel INCAA per a representar a l'Argentina en la preselecció dels premis Óscar.

## Pròxim projecte: «Chon»
La seva pròxima pel·lícula anava a ser Chon i havia escrit el guió al costat de Pablo Cedrón (també coguionista de Felicidades).
La trama era la relació entre un pare ―guia de turistes del Calafate―, i el seu fill. Era una comèdia sobre un grup de guies patagons que es dedica a passejar turistes, entre els quals apareix el coreà del títol.
Chon anava a ser «una espècie de western», segons les seves paraules: un grup de gautxos eren presos per delinqüents a causa de l'auge del turisme en les glaceres. Havia fantasiat amb tenir a Robert Duvall en un dels seus papers (i no era la primera vegada).
Anava a tenir coproducció amb Espanya, amb Norma Aleandro, Pepe Soriano i Hugo Arana.
Hi havia una llista de coses que a Bender no li agradaven del cinema nacional. Per exemple, el so: «Odio les pel·lícules en les quals no s'entén res». O la manera de mostrar el país i la seva gent: «Estic cansat de l'avinguda Nueve de Julio amb un tango de Piazzolla».
Bender deia que la publicitat es veia sense adonar-se'n, mentre que per al cinema «un ha de triar veure'l, comprar una entrada». Intentava mantenir una ètica, no volia fer publicitats de cigarrets ni de política. «Ho vaig fer en els vuitanta i em vaig penedir», va dir. El seu germà gran és enginyer agrònom, i la seva germana és metge pediatra: «Va a poblets i treballa per barates. Jo encara no vaig fer res per a ajudar la gent, per això vaig invertir tot en aquesta pel·lícula». Gaudia del cinema de Fellini dels anys cinquanta, sentia que s'estava tornant vell. Alguna vegada va confessar que pretenia ser humil, encara que era difícil: «Humils són els savis, jo no sóc ni segur de mi mateix ni savi».

## Mort
Al juliol de 2004 va viatjar a Espanya per la possibilitat de filmar una publicitat allí, i també per a tancar acords de coproducció per al seu film Chon. A Espanya buscava tancar la coproducció per a rodar al setembre de 2004. No obstant això, mentre es trobava duent a terme negociacions a Barcelona va morir sobtadament d'un infart de miocardi el 6 de juliol de 2004 a les dues del matí.
| «                                | «Lucho estava de viatge a Barcelona, es va sentir malament, va telefonar a l'ambulància. Però quan va arribar ja havia mort. Un recepcionista de l'hotel va intentar reavivar-lo, però era tard.» | » |
| — Martín Larumbe, soci de Bender | |   |

Va deixar a Buenos Aires la seva esposa, la directora d'art Micaela Puig, i a les seves dues filles, Catalina (2000-) i Lena (2001-).